# Gueorgui Noskov
Dans ce nom russe, Alexandrovitch est le patronyme et Noskov est le nom de famille.
Gueorgui Alexandrovitch Noskov (en russe : Гео́ргий Алекса́ндрович Носко́в), né le 8 février 1937 à Léningrad et mort le 9 janvier 2017, est un ornithologue russe, professeur, docteur en sciences biologiques et nécrologue. Fondateur de la Station ornithologique de Ladoga et président de la société ornithologique de Saint-Pétersbourg. Il est l'auteur de neuf monographies.

## Biographie
Gueorgui Noskov naît le 8 février 1937 à Léningrad. Sa passion pour la nature et les oiseaux s'est manifestée depuis son enfance. En 1955, il entre à la Faculté biologique et du sol de l'université de Léningrad. Son père, Alexandre Nikolaïevitch Noskov, originaire de Samara, arrive à Léningrad dans les années 1930 et a combattu en durant la Guerre d'Hiver durant laquelle il est blessé.
Il mène des recherches fondamentales sur la migration des oiseaux, participe à la création de réserves naturelles protégées et coordonne des projets de protection des oiseaux avec la Finlande.
Il meurt le 9 janvier 2017, avant d'atteindre son quatre-vingtième anniversaire. La fille du scientifique, son mari (également ornithologue) et leur fille sont rapidement morts dans un incendie.